# 小林十市
小林 十市（こばやし じゅういち、本名：小林 十一（読み同じ）、1969年3月11日 - ）は、元バレエダンサーであり振付家。近年では俳優としても舞台などで活動している。キョードーファクトリー所属。南フランスヴォクリューズ県在住。

## 略歴
東京都出身。祖父は人間国宝の5代目柳家小さん、弟は柳家花緑、叔父は6代目柳家小さん。父は画家、俳優、声優、歌手の和田恵秀。
小さんの長女である母の直感（十市はバレエ向きの顔、花緑は落語家向きの顔）により1979年にバレエの道を歩み始め、スクール・オブ・アメリカン・バレエ（1986年 - 1989年）留学を経て、1989年8月にはスイス「ベジャール・バレエ・ローザンヌ」に入団。
2003年7月に腰椎椎間板障害のためバレエ団を退き、指導者の道を歩む他、各種メディアにも出演。NHKの「からだであそぼ」にも出演している。
2013年に妻と娘が住む南フランスに移住。

## ベジャール・バレエ・ローザンヌ時代（1989～2003）
- M（振付：モーリス・ベジャール）のIV（シ）
- 中国の不思議な役人（振付：モーリス・ベジャール）
- くるみ割り人形（振付：モーリス・ベジャール）
- 東京ジェスチャー（振付：モーリス・ベジャール）

## フリーとなってからの主な活動

### 舞台
- 舞台「エリザベス・レックス」（2004年11月）
- 舞台「トスカ」（2005年4月）
- 能楽劇「夜叉が池」（2005年10月）
- 舞台「Asian Dreams　音楽の獅子たち」（2005年11月）
- 舞台 アパッチ砦の攻防より「戸惑いの日曜日」（2006年8月〜9月）
- 舞台「BURN THIS　＝焼却処分＝」(2006年11月）
- 能楽劇「夜叉が池」（2007年10月）
- 舞台「異人の唄 - アンティゴネ」（2007年11月～12月）新国立劇場（中劇場）
- 舞台「戸惑いの日曜日」（2008年8月〜9月）
- 舞台「すいとん メモリーズ」（2009年1月）
- 舞台「その男」（2009年4月〜5月）
- 舞台「グッバイ、チャーリー」（2009年9月）
- 舞台 喜劇「ハムレット」&悲劇?「ローゼンクランツとギルデンスターンは死んだ」（2011年5月）渋谷区文化総合センター大和田さくらホール・シアター1010
- 舞台「ファウスト・メフィスト」（2011年12月15〜16日）新宿BLAZE
- 舞台「陽だまりの樹」（2012年4月〜5月、サンシャイン劇場、新歌舞伎座、中日劇場）

### テレビ
- NHK教育「からだであそぼ」
- 日本テレビ ドラマ「プリマダム」（2006年4月～6月）

### 振付
- 宝塚歌劇団雪組公演『ニジンスキー〜奇跡の舞神〜』（2011年4月）

### 映画
- スイートリトルライズ（2010年3月13日、ブロードメディア・スタジオ） - 津川春夫 役